# Уемура Кеніті
Уемура Кеніті (яп. 上村 健一, нар. 22 квітня 1974, Кумамото) — японський футболіст.

## Виступи за збірну
2001 року дебютував в офіційних матчах у складі національної збірної Японії. Відтоді провів у формі головної команди країни 4 матчі.

## Статистика виступів
| Збірна Японії | Збірна Японії | Збірна Японії |
| Роки          | Ігри          | голи          |
| ------------- | ------------- | ------------- |
| 2001          | 4             | 0             |
| Усього        | 4             | 0             |